# المكتبة الوطنية الأسترالية

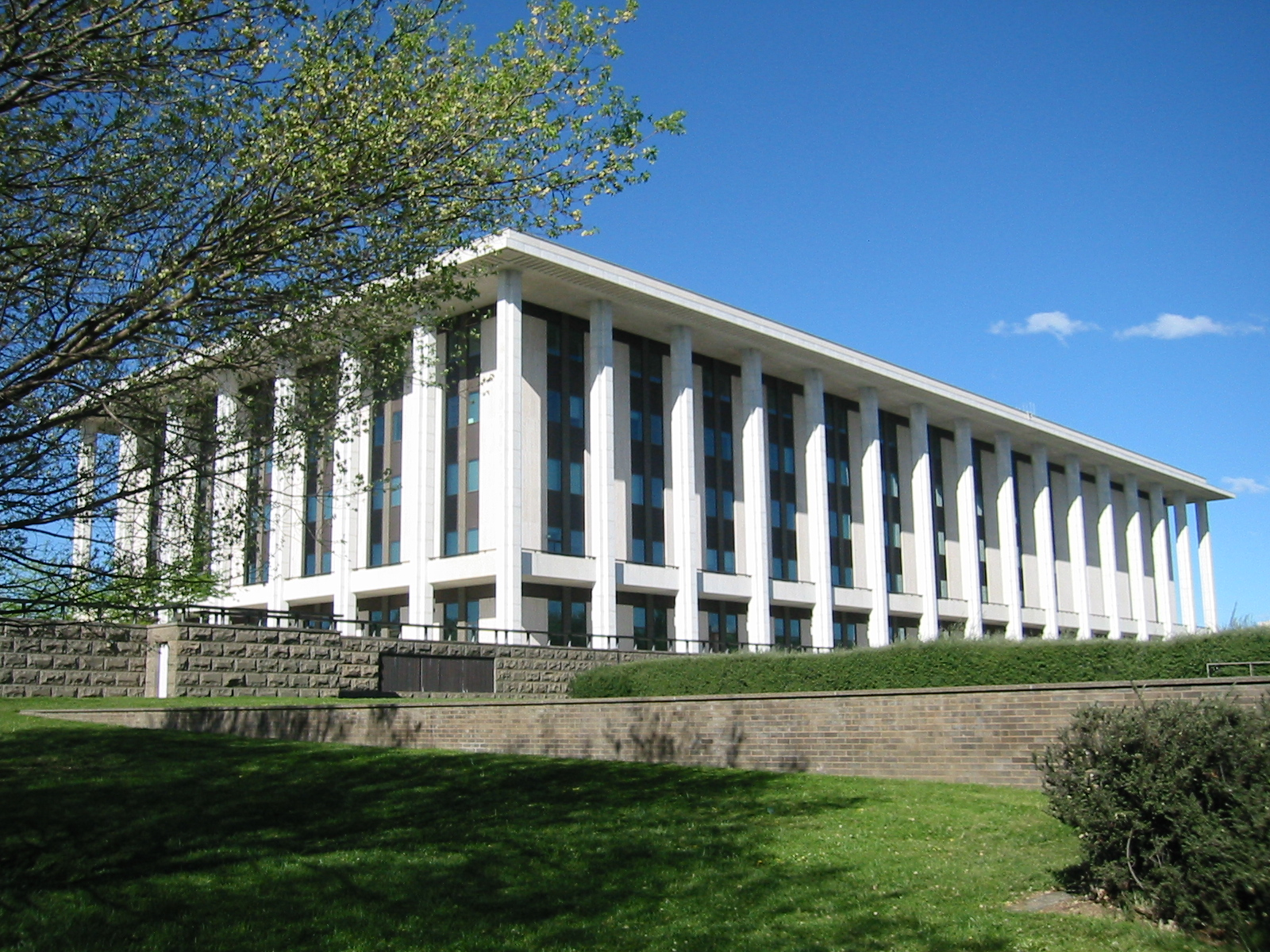
المكتبة الوطنية الأسترالية

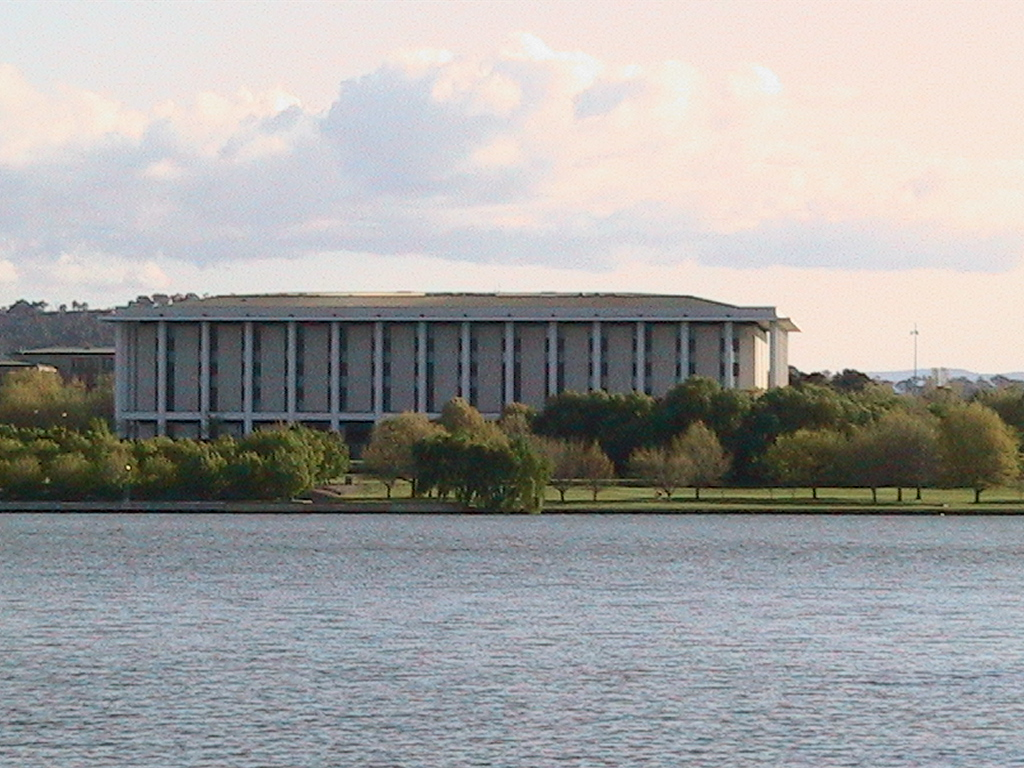
منظر للمكتبة الوطنية الأسترالية من جهة بحيرة بيرلي جريفين في كانبرا.

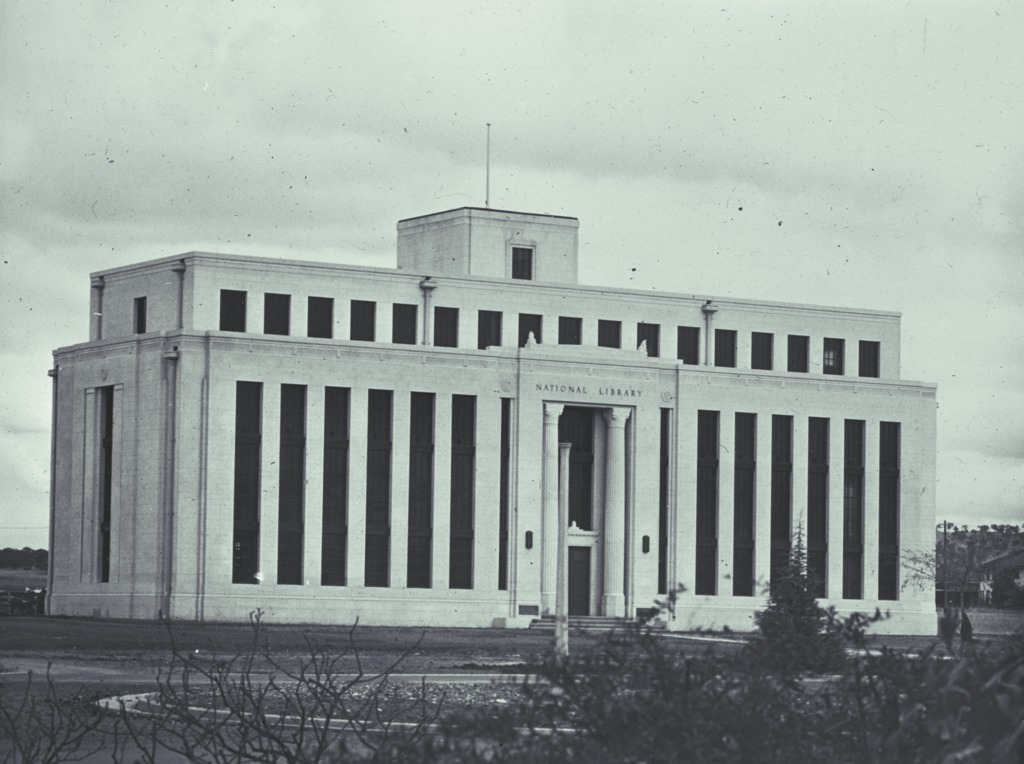
صورة لمبنى المكتبة الوطنية الأسترالية الأصلي في جادة كنغز في كانبرا التقطها ويليام جيمس ميلدنهال قبل عام 1948.

المكتبة الوطنية الأسترالية (بالإنجليزية: National Library of Australia)‏ هي أكبر مكتبة مصادر في أستراليا، مسؤولة بحسب قانون المكتبة الوطنية الأسترالية عن حفظ وتطوير مجموعة وطنية من مواد المكتبات متضمنة مجموعة شاملة من مواد المكتبات المتعلقة بأستراليا ومواطنيها. في 2012–2013 كانت المكتبة تحتوي على مجموعة من 6496772 مادة، بالإضافة لحوالي 15506 مترا من المخطوطات.

## روابط خارجية
- الموقع الرسمي
- سوق المكتبة